# 502 a.C.
Il 502 a.C. (DII a.C. in numeri romani) è un anno  del VI secolo a.C.

## Eventi
- Roma:
  - Consoli romani: Opitero Verginio Tricosto, Spurio Cassio Vecellino